# Omanesia reclinata
Omanesia reclinata är en insektsart som beskrevs av Thapa 1983. Omanesia reclinata ingår i släktet Omanesia och familjen dvärgstritar. Inga underarter finns listade i Catalogue of Life.